# Liste der Stolpersteine in Wunstorf
In der Liste der Stolpersteine in Wunstorf werden die vorhandenen Gedenksteine aufgeführt, die im Rahmen des Projektes Stolpersteine des Künstlers Gunter Demnig in Wunstorf verlegt worden sind. Bisher wurden 19 Stolpersteine und zwei Stolperschwellen verlegt.

## Verlegte Stolpersteine
| Adresse         | Stadtteil | Verlege- datum | Person, Inschrift | Bild                                  | Anmerkung |
| --------------- | --------- | -------------- | --- | ------------------------------------- | --- |
| Lange Straße 2  | Wunstorf  | 14. Nov. 2024  | Hier wohnte Albert Mendel Jg. 1867 deportiert 1942 Theresienstadt ermordet 18. 2. 1944                                     | Stolperstein für Albert Mendel        | Albert Mendel war langjähriger Gemeindevorsteher und amtierte an Feiertagen als Kantor (Vorbeter) der jüdischen Gemeinde Wunstorf.                                                                                         |
| Lange Straße 2  | Wunstorf  | 14. Nov. 2024  | Hier wohnte Henry Mendel Jg. 1898 Flucht 1938 England                                                                      | Stolperstein für Henry Mendel         | [ 4 ] |
| Lange Straße 2  | Wunstorf  | 14. Nov. 2024  | Hier wohnte Rosa Mendel geb. Friedel Jg. 1899 deportiert 1941 Ghetto Riga 1944 KZ Stutthof ermordet                        | Stolperstein für Rosa Mendel          | Rosa Mendel war eine Tochter von Albert Mendel und seiner 1928 verstorbenen Frau Riecka. Fälschlicherweise ist auf dem Stolperstein ein anderer Geburtsname graviert. Ein berichtigter Stolperstein wurde 2025 eingesetzt. |
| Lange Straße 2  | Wunstorf  | 14. Nov. 2024  | Hier wohnte Willi Mendel Jg. 1905 Flucht 1938 USA                                                                          | Stolperstein für Willi Mendel         | [ 6 ] |
| Lange Straße 2  | Wunstorf  | 14. Nov. 2024  | Hier wohnte Flora Roth geb. Mendel Jg. 1902 deportiert 1941 Ghetto Riga 1944 KZ Stutthof ermordet                          | Stolperstein für Flora Roth           | [ 7 ] |
| Lange Straße 28 | Wunstorf  | 14. Nov. 2024  | Hier wohnte Hans Bensew Jg. 1921 'Schutzhaft' 1942 KZ Buchenwald ermordet 13. 8. 1942                                      | Stolperstein für Hans Bensew          | [ 8 ] |
| Lange Straße 28 | Wunstorf  | 14. Nov. 2024  | Hier wohnte Hugo Bensew Jg. 1879 deportiert 1942 Ghetto Warschau ermordet                                                  | Stolperstein für Hugo Bensew          | [ 9 ] |
| Lange Straße 28 | Wunstorf  | 14. Nov. 2024  | Hier wohnte Kurt Bensew Jg. 1926 deportiert 1942 Ghetto Warschau ermordet                                                  | Stolperstein für Kurt Bensew          | [ 10 ] |
| Lange Straße 28 | Wunstorf  | 14. Nov. 2024  | Hier wohnte Martha Bensew geb. Rosenfeld Jg. 1889 deportiert 1942 Ghetto Warschau ermordet                                 | Stolperstein für Martha Bensew        | [ 11 ] |
| Lange Straße 28 | Wunstorf  | 14. Nov. 2024  | Hier wohnte Werner Bensew Jg. 1924 Flucht 1937 USA                                                                         | Stolperstein für Werner Bensew        | [ 12 ] |
| Lange Straße 30 | Wunstorf  | 14. Nov. 2024  | Hier wohnte Ferdinand Blank Jg. 1870 'Schutzhaft' 1938 KZ Buchenwald ermordet 28. 11. 1938                                 | Stolperstein für Ferdinand Blank      | [ 13 ] |
| Lange Straße 30 | Wunstorf  | 14. Nov. 2024  | Hier wohnte Renate Salinger geb. Blank Jg. 1872 deportiert 1942 Theresienstadt 1942 Treblinka ermordet                     | Stolperstein für Renate Salinger      | [ 14 ] |
| Lange Straße 37 | Wunstorf  | 14. Nov. 2024  | Hier wohnte Henriette Schloss geb. Wolffs Jg. 1899 deportiert 1942 Theresienstadt 1944 Auschwitz 1944 KZ Stutthof ermordet | Stolperstein für Henriette Schloss    | [ 15 ] |
| Lange Straße 37 | Wunstorf  | 14. Nov. 2024  | Hier wohnte Jacob Schloss Jg. 1878 deportiert 1942 Theresienstadt ermordet 13. 5. 1943                                     | Stolperstein für Jacob Schloss        | [ 16 ] |
| Lange Straße 37 | Wunstorf  | 14. Nov. 2024  | Hier wohnte Ruth Schloss Jg. 1915 Flucht 1938 USA                                                                          | Stolperstein für Ruth Schloss         | [ 17 ] |
| Südstraße 32    | Wunstorf  | 14. Nov. 2024  | Hier wohnte Bernhard Kreuzer Jg. 1892 deportiert 1941 Ghetto Riga 1942 KZ Stutthof ermordet                                | Stolperstein für Bernhard Kreuzer     | [ 18 ] |
| Südstraße 32    | Wunstorf  | 14. Nov. 2024  | Hier wohnte Else Kreuzer geb. Goldschmidt Jg. 1896 deportiert 1941 Ghetto Riga 1942 KZ Stutthof ermordet 29. 11. 1944      | Stolperstein für Else Kreuzer         | [ 19 ] |
| Südstraße 32    | Wunstorf  | 14. Nov. 2024  | Hier wohnte Hans Joachim Kreuzer Jg. 1922 Flucht 1939 Palästina                                                            | Stolperstein für Hans Joachim Kreuzer | [ 20 ] |
| Südstraße 32    | Wunstorf  | 14. Nov. 2024  | Hier wohnte Klaus Kreuzer Jg. 1896 deportiert 1941 Ghetto Riga 1944 KZ Stutthof Auschwitz ermordet 18. 2. 1944             | Stolperstein für Klaus Kreuzer        | [ 21 ] |

## Verlegte Stolperschwellen
| Bild | Inschrift, Name | Adresse | Anmerkung                                |
| ---- | --- | --- | ---------------------------------------- |
|      | VON HIER AUS PROVINZIAL-HEIL- UND PFLEGEANSTALT WUNSTORF 1930-1941 IM SEPTEMBER 1940 WERDEN 158 JÜDISCHE PATIENTINNEN UND PATIENTEN DEPORTIERT ERMORDET IM 'ALTEN ZUCHTHAUS' IN BRANDENBURG/HAVEL | Südstraße 25, auf dem Fußweg (Verlängerung der Gustav-Kohne-Straße) zwischen 'Haus 3' und Gebäude 'Anmeldung'. | Die Verlegung erfolgte am 12. Juni 2024. |
|      | VON HIER AUS PROVINZIAL-HEIL- UND PFLEGEANSTALT WUNSTORF 1930-1941 VON APRIL BIS AUGUST 1941 WERDEN 212 PATIENTINNEN UND PATIENTEN DEPORTIERT IN GROSSER ZAHL ERMORDET BEI DER 'AKTION T4'        | Südstraße 25, auf dem Fußweg zwischen 'Haus 7' und 'Haus D'.                                                   | Die Verlegung erfolgte am 12. Juni 2024. |